# Wappen der finnischen Region Nordsavo
Wappen der finnischen Region Nordsavo

Diese Seite zeigt Wappen der finnischen Städte und Gemeinden  der Region von Nordsavo.

## Städte und Gemeinden

Nordsavo
Iisalmi
Juankoski
Kaavi
Karttula
Keitele
Kiuruvesi
Kuopio
Lapinlahti
Leppävirta
Pielavesi
Rautalampi
Rautavaara
Siilinjärvi
Sonkajärvi
Suonenjoki
Tervo
Tuusniemi
Varkaus
Varpaisjärvi
Vesanto
Vieremä

- Nordsavo[1]
- Iisalmi[2]
- Juankoski[3]
- Kaavi[4]
- Karttula[5]
- Keitele[6]
- Kiuruvesi[7]
- Kuopio[8]
- Lapinlahti[9]
- Leppävirta[10]
- Pielavesi[11]
- Rautalampi[12]
- Rautavaara[13]
- Siilinjärvi[14]
- Sonkajärvi[15]
- Suonenjoki[16]
- Tervo[17]
- Tuusniemi[18]
- Varkaus[19]
- Varpaisjärvi[20]
- Vesanto[21]
- Vieremä[22]

## Wappen aufgelöster und alte Gemeinden

Iisalmi maalaiskunta
Landgemeinde Kuopio
Maaninka
Muuruvesi
Nilsiä
Riistavesi
Säyneinen
Vehmersalmi

## Wappenbeschreibung
1. ↑  Im  schwarzen Schild ein goldener gespannter Bogen mit silberner Sehne. Der Bogen zeigt nach rechts oben und sein goldener Pfeil hat eine silberne Spitze und Befiederung
2. ↑  In Schwarz und Gold durch Wellenschnitt geteilt. Oben ein gespannter goldener Bogen mit Pfeil nach dem Schildhaupt zielend und unten zwei schragengelegte schwarze Äxte mit den Schneiden nach außen zeigend, von fünfblättrigen schwarzen Rosen bewinkelt
3. ↑  In Schwarz ein unten gewellter Balken über dem Schildfuß der oben mit drei Zinnen besetzt ist, aus denen je eine silbergesäumte rote Flamme züngelt
4. ↑  In Rot eine gewellte silberne Rechtsspitze
5. ↑  In Blau ein ausgerissener silberner Baumstumpf, auf beiden Seiten drei Blätter an den Birkenzweigen
6. ↑  In Schwarz drei goldene Boote
7. ↑  In Schwarz ein goldener Vogel mit ausgebreiteten Flügeln, unter dem drei (2;1) silberne nach oben weisende Seeblätter schweben
8. ↑  In Schwarz und Silber geteilt. Oben ein gespannter goldener Bogen mit Pfeil mit silberner Spitze und auch so befiedert nach dem Schildhaupt zielend, in dem eine goldene Krone ist. Unten eine rote Kirche mit schwarzen Fenstern und mittigem rotem Turm. Auf dem Schild ruht eine flache Perlenkrone
9. ↑  In Schwarz ein golden gekleidete rotbeschuhter Bauer mit einer goldenen Stange, von zwei sechszackigen goldenen Sternen begleitet
10. ↑  in Schwarz eine ausgerissene goldene Erle über einem goldenen Wellenbalken mit sechs Blättern und sechs roten Früchten
11. ↑  In Schwarz zwei silbernen Birkenrindenhörner von drei (1;2) goldenen Kleeblättern umgeben
12. ↑  Ein silberner schrägrechter Wellenbalken teilt in Schwarz und Rot mit je einem alchemistischen silbernen Symbol für Eisen
13. ↑  In Schwarz zwei gekreuzte silberne Äxte über einem silbernen Dreiberg mit einem alchemistischen roten Symbol für Eisen
14. ↑  In Schwarz zwei gekreuzte starke goldene Messer mit einem goldenen Seeblatt unten
15. ↑  In Schwarz ein goldenes Mühlrad mit einem doppelten Fadenkreuz  innen zeigt fünf rote goldgeränderte Flammen am oberen Halbkreis
16. ↑  In Schwarz ein goldener Kreis mit drei goldenen Erdbeerblättern an einem Stiel
17. ↑  In Blau fünf (2;1;2) goldene Schindeln zwischen zwei goldenen gebogenen Flanken
18. ↑  In Gold ein schwarzer Auerhahn auf einem schwarzen aufgewölbten Schildfuß mit drei (2;1) goldenen Kronen stehend
19. ↑  In Schwarz hält ein aus dem Schildrand wachsender Rechtsarm einen goldenen Anker mit den Fluken nach rechts
20. ↑  Das Wappen ist geviert in Gold und Schwarz und die Teilung ist ein Tannenschnitt
21. ↑  In Schwarz fünf goldene Schrägrechtsfäden
22. ↑  In Schwarz ein aus der Mitte gestürzter goldene Sparren aus dem ein stilisierter Tannenzweig empor ragt.
23. ↑  In Schwarz drei silberne Kerzen mit goldener Flamme
24. ↑  In Schwarz drei goldene Bögen aufwärts gerichtet
25. ↑  In Schwarz ein schrägrechter goldener Balken mit drei schwarzen rotschnäbligen und rotfüßigen Enten
26. ↑  In Grün zwei goldene nach rechts zeigende Harpunenspitzen
27. ↑  In Schwarz ein goldenes Tannenkreuz
28. ↑  In Schwarz aus einem silbernen Wellenschildfuß ein goldener stilisierter Dreizack
29. ↑  In Rot und Silber ein linksschräger Kleeblattschnitt in verwechselten Farben
30. ↑  In Schwarz sind je drei nebeneinanderliegende goldene Paddeln als Schragen gekreuzt.